# Finale de la Coupe d'Angleterre de football de 1955
La finale de la Coupe d'Angleterre de football de 1955 oppose Newcastle United et Manchester City le 7 mai 1955 dans le premier stade de Wembley à Londres. Ce match, qui conclut la Coupe d'Angleterre de football 1954-1955, est remporté par Newcastle United sur le score de 3 buts à 1.
Il s'agit de la dixième finale disputée par Newcastle United, qui a déjà remporté la compétition à cinq reprises, dont deux d'affilée en 1950 et 1951. En face, Manchester City joue sa cinquième finale, mais la dernière de ses deux victoires remonte à 1934.
La rencontre tourne rapidement en faveur de Newcastle, qui inscrit un but dès la première minute de jeu par Jackie Milburn. Le défenseur mancunien Jimmy Meadows se blesse à la 17e minute et doit quitter le terrain. Comme les remplacements de joueurs ne sont pas autorisés, City joue le reste du match avec un joueur de moins. Bobby Johnstone égalise néanmoins à la fin de la première mi-temps, mais Bobby Mitchell et George Hannah marquent pour Newcastle en deuxième période.
Manchester City dispute à nouveau la finale de la Coupe d'Angleterre en 1956 et la remporte sur le même score. En revanche, Newcastle doit attendre 1974 pour atteindre à nouveau ce niveau de la compétition.

## Feuille de match
| Titulaires : |  |
| |  |
| - 1 Ronnie Simpson - 2 Bobby Cowell - 3 Ron Batty - 4 Jimmy Scoular (c) - 5 Bob Stokoe - 6 Tommy Casey - 7 Len White - 8 Jackie Milburn - 9 Vic Keeble - 10 George Hannah - 11 Bobby Mitchell |  |
| Entraîneur : |  |
| Doug Livingstone |  |

| Titulaires : |  |
| |  |
| - 1 Bert Trautmann - 2 Jimmy Meadows - 3 Roy Little - 4 Ken Barnes - 5 Dave Ewing - 6 Roy Paul (c) - 7 Billy Spurdle - 8 Joe Hayes - 9 Don Revie - 10 Bobby Johnstone - 11 Paddy Fagan |  |
| Entraîneur : |  |
| Les McDowall |  |

| Titulaires : |  |
| |  |
| - 1 Ronnie Simpson - 2 Bobby Cowell - 3 Ron Batty - 4 Jimmy Scoular (c) - 5 Bob Stokoe - 6 Tommy Casey - 7 Len White - 8 Jackie Milburn - 9 Vic Keeble - 10 George Hannah - 11 Bobby Mitchell |  |
| Entraîneur : |  |
| Doug Livingstone |  |

| Titulaires : |  |
| |  |
| - 1 Bert Trautmann - 2 Jimmy Meadows - 3 Roy Little - 4 Ken Barnes - 5 Dave Ewing - 6 Roy Paul (c) - 7 Billy Spurdle - 8 Joe Hayes - 9 Don Revie - 10 Bobby Johnstone - 11 Paddy Fagan |  |
| Entraîneur : |  |
| Les McDowall |  |